# 8525 Nielsabel
A 8525 Nielsabel (ideiglenes jelöléssel 1992 RZ5) a Naprendszer kisbolygóövében található aszteroida. Eric Walter Elst fedezte fel 1992. szeptember 2-án.